# 海陽町立海南病院
海陽町立海南病院（かいようちょうりつかいなんびょういん）は、徳島県海部郡海陽町にある公立病院。徳島県災害拠点病院。

## 概要

### 病床数
- 45床（一般）

### 診療科
- 内科
- 外科
- 整形外科
- リハビリテーション科

## アクセス
- 阿波海南駅より海陽町営バス・南部バスに乗車し、「海南病院」バス停下車
- 阿波海南駅より徒歩15分